# Mehboob Studio
Mehboob Productions – dawna indyjska wytwórnia filmowa i obecne studio nagraniowe, założone we wczesnych latach 40. XX wieku przez słynnego reżysera i producenta filmowego Mehbooba Khana w Mumbaju, za pośrednictwem którego wyprodukował on takie produkcje jak m.in. Anmol Ghadi oraz Andaz. Najbardziej godną uwagi produkcją tego studia jest film gatunku „dramatu epickiego”, Mother India (1957), który wygrał nagrodę Filmfare, zarówno dla najlepszego filmu, jak i najlepszego reżysera. W tym samym roku, zostało ono przemianowane na Mehboob Studio. Studio nagraniowe zostało założone w latach 70. XX wieku jako część przedsiębiorstwa produkcji filmów kinowych, którego działalność obecnie jest częściowo nieaktywna.